# Quytul (Azerbaigian)
Quytul è un comune dell'Azerbaigian situato nel distretto di Daşkəsən.